# Laxdæla saga

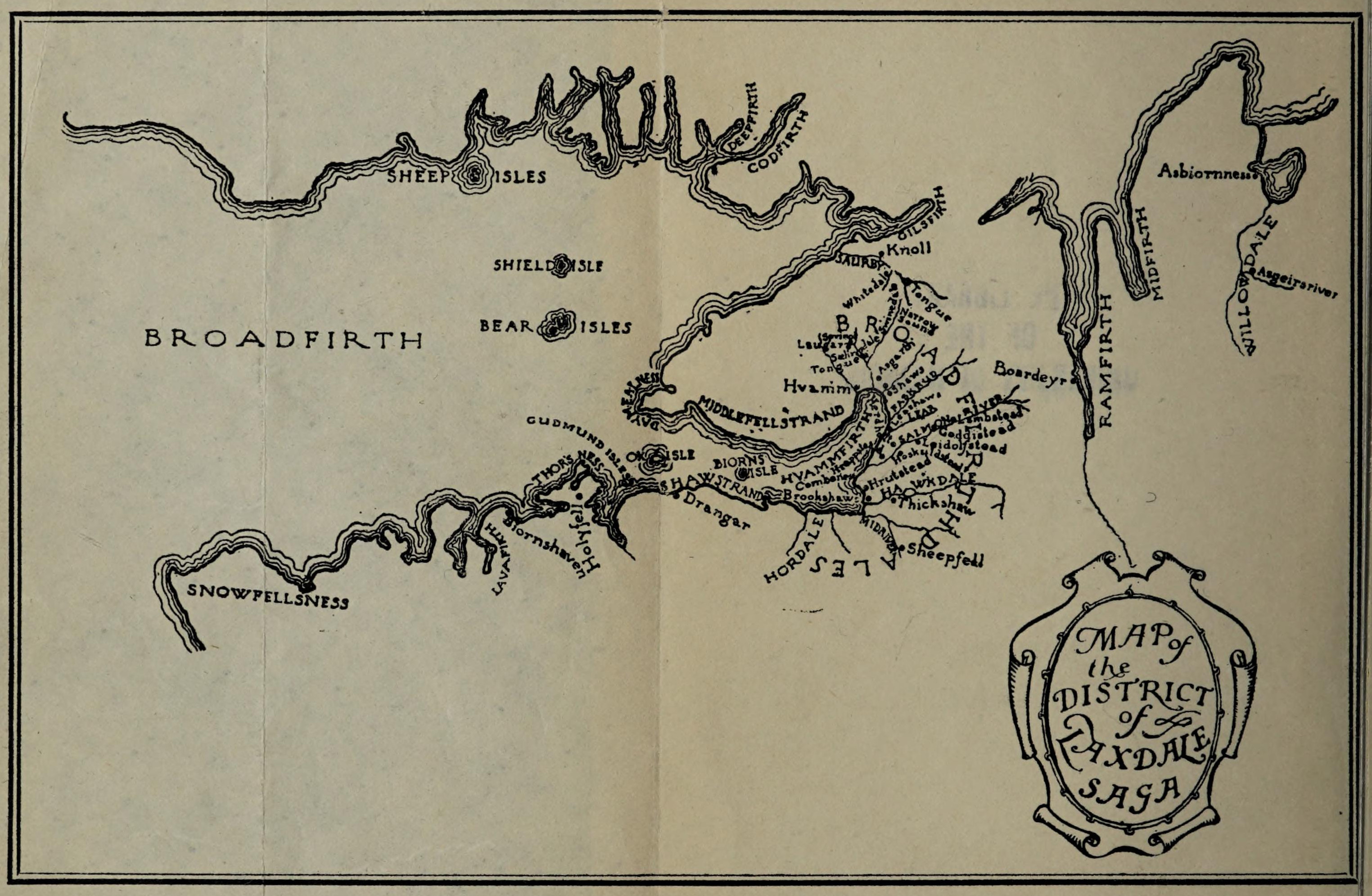
Kaart bij Laxdæla saga, uit het Gutenberg project

Laxdæla saga is een IJslandse saga die is vermoedelijk rond 1245 door een anonieme schrijver op schrift werd gesteld.
Het verhaal vertelt de (helden)daden van de bewoners van het gebied rond het dal van de Laxá (zalmrivier) rivier in Noordwest IJsland. Een saga is een kenmerkend IJslandse literair fenomeen van mondeling overgeleverde verhalen en geschiedenis die later op schrift werden gesteld, en literatuur oplevert waarin feiten en fictie vermengd zijn. De bewaarde saga's zijn veelal vanaf de dertiende eeuw opgeschreven, maar spelen zich meestal af rondom de stichting van de Vikingnederzettingen op het eiland eind negende eeuw (zie geschiedenis van IJsland).
De Laxdæla saga begint rond 890 met de vlucht van het stamhoofd Ketil Platneus uit Noorwegen.
Hoofdonderwerpen zijn de lotgevallen van de familielijnen die afstammen van zijn zoon en dochter, Björn de Oosterling respectievelijk Unn de Bedachtzame (zij wordt in andere IJslandse literatuur ook wel Aud, of Auðr de Diepzinnige of de Wijze genoemd). De hoofdstukken 1 t/m 31 verhalen van de tocht van Unns familie naar het gebied rond de Breiðafjörður fjord in IJsland. Unn vestigde zich bij Hvammur (op het rechter kaartje met Hvamm aangeduid), een plaats waar later meerdere vooraanstaande IJslanders hebben gewoond zoals Snorri Sturluson. Ter nagedachtenis aan de vestiging van Unn is er een kruis op een rots geplaatst, Krosshólaborg.

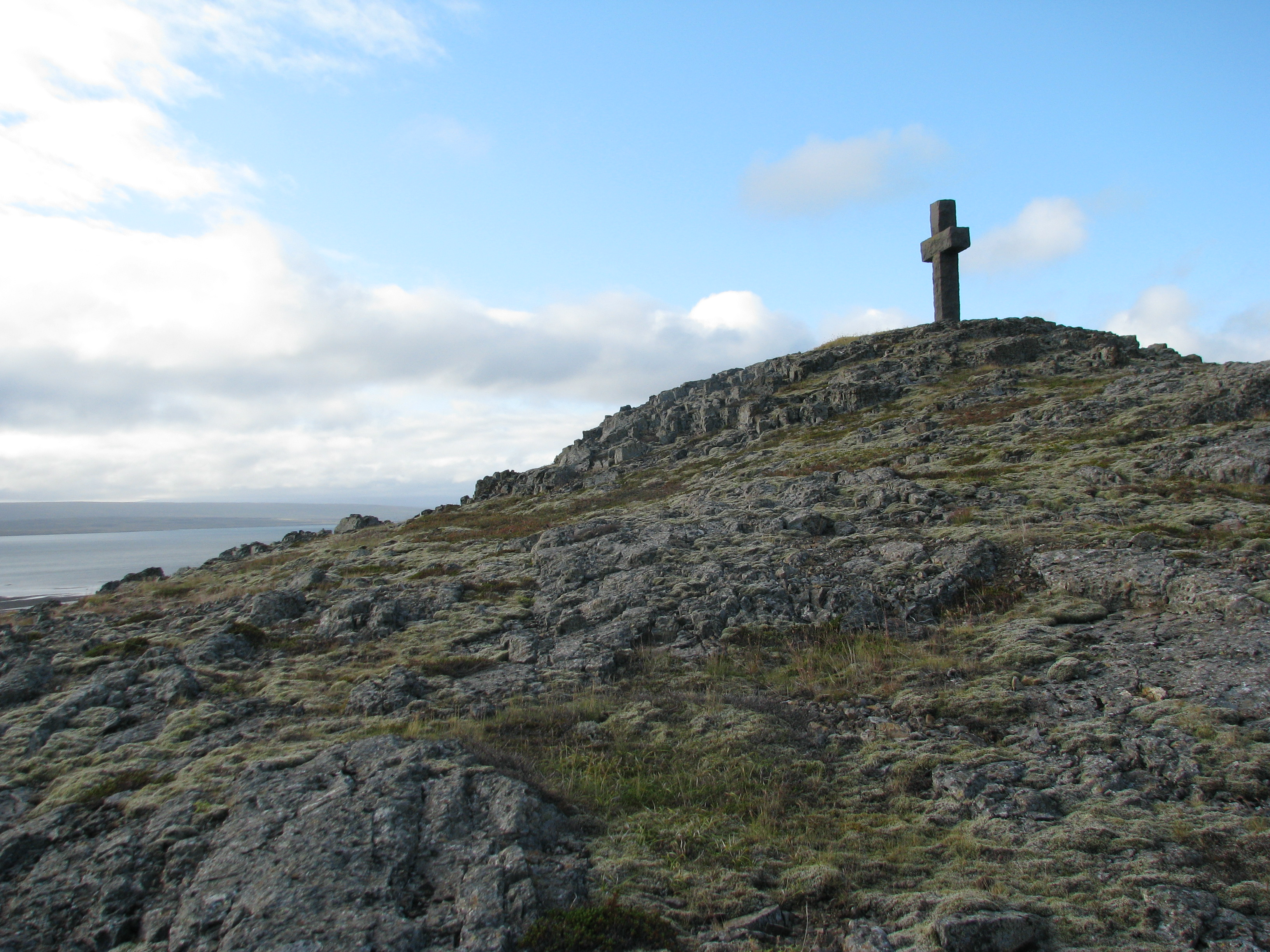
Krosshólaborg.

Het tweede deel (hoofdstuk 32 t/m 56) van de saga begint met de nederzetting van de afstammelingen van Björn in het Laxdal. Kern van de saga is de driehoeksverhouding tussen de (half)neven Bolli en Kjartan die van Unn afstammen, en hun (liefdes)relaties met Guðrún Ósvífsdóttir uit de lijn van Björn. Van Guðrún wordt beweerd dat zij de knapste vrouw is geweest die ooit op IJsland heeft geleefd. Die rivaliteit leidt uiteindelijk tot de moord op Kjartan door zijn halfneef Bolli, en het daarop volgende ombrengen van Bolli door de familieleden van Kjartan.
Het derde en laatste deel van de saga (hoofdstukken 57 t/m 78) verhaalt van Guðrúns pogingen om de moord van haar echtgenoot Bolli gewroken te krijgen.
De historische mijlpalen die in deze saga besproken worden zijn met name de kolonisatie van IJsland vanaf het eind van de negende eeuw, de kerstening van Noorwegen onder Olaf Tryggvason en de kerstening van IJsland vanaf 1000.
De waarde van de saga als historisch document (en het gevaar van vermenging van fictie en feiten) zit mede in de kruisverbanden die er zijn met andere documenten. Verscheidene personages uit deze saga komen ook voor in andere saga's. Zo komen bijvoorbeeld Hoskuld Dala Kolsson, achterkleinzoon van Unn en grootvader van Kjartan en Bolli, samen met zijn halfbroer Hrút ook in de Njálssaga voor. De vrouw van Hoskuld Dala Kolsson, Thorgerd, is de dochter van Egill Skallagrímsson en voedt in Gunnlaugs saga haar nichtje Helga hin Fagra op. Ook Snorri hinn Goði (Snorri de Priester) speelt in deze en vele saga's een prominente rol. Daarnaast wordt de komst van Björn de Oosterling en Unn de Bedachtzame naar IJsland ook uitvoerig in de Eyrbyggja saga en de saga van Erik de Rode beschreven, maar ook in het Íslendingabók en het Landnámabók, de twaalfde-eeuwse registratie van landbezit in IJsland en de historie daarachter. De oudste geschiedschrijving in het IJslands is van Ari Thorgilsson (1068-1148), de achterkleinzoon van Guðrún.

## Nederlandse vertalingen
- De saga van de mensen uit het Zalmrivierdal, in Saga's van de Westfjorden en omstreken, vert. Marcel Otten, 2013. ISBN 9789025301446
- De bewoners van het dal der Zalmrivier, vert. J. van Ham, 1942.